# Threads (película)
Threads (en inglés: "Hilos") es una película de estilo documental post-apocalíptico que relata un holocausto nuclear en el Reino Unido y los efectos a largo plazo que tiene la guerra nuclear sobre la civilización. Escrita por Barry Hines y dirigida por Mick Jackson, fue coproducida por la BBC, Nine Network y Western-World Television Inc. y estrenada en forma de telefilm en 1984.
Threads describe los efectos de una guerra nuclear en el Reino Unido y sus consecuencias sobre la población de la ciudad de Sheffield, después de un intercambio creciente de misiles intercontinentales entre la URSS y los Estados Unidos, en el contexto de la destrucción mutua asegurada de la Guerra Fría. La trama principal se centra en dos familias de Sheffield, los Kemp y los Beckett, que afrontan sus crisis personales mientras la Guerra Fría degenera en un conflicto abierto. Cuando finalmente estalla la guerra, los personajes se ven obligados a luchar y sobrevivir a las consecuencias sanitarias, económicas y ambientales de un ataque nuclear.
La película fue la primera de su género en mostrar un invierno nuclear. Algunos críticos han hablado de Threads como "la película que se más acerca  a la representación de todo el horror de la guerra nuclear y de sus consecuencias, así como del impacto catastrófico que tal acontecimiento tendría sobre la civilización humana". Ha sido comparada con un documental anterior, The War Game, producido en Gran Bretaña en los años 60, y con su contemporáneo The Day After, un telefilm de la ABC de 1983 que presenta un guion similar en los Estados Unidos.
Threads consiguió cuatro BAFTA en la ceremonia de los British Academy Film Awards de 1985.

## Resumen
Todos los elementos que conforman una sociedad moderna están interconectados. Para satisfacer las necesidades de cada individuo, se requiere de las habilidades de muchos otros. Nuestras vidas se entrelazan entre sí, creando un tejido complejo. Pero los vínculos que fortalecen una sociedad también pueden hacerla vulnerable.
Narrador

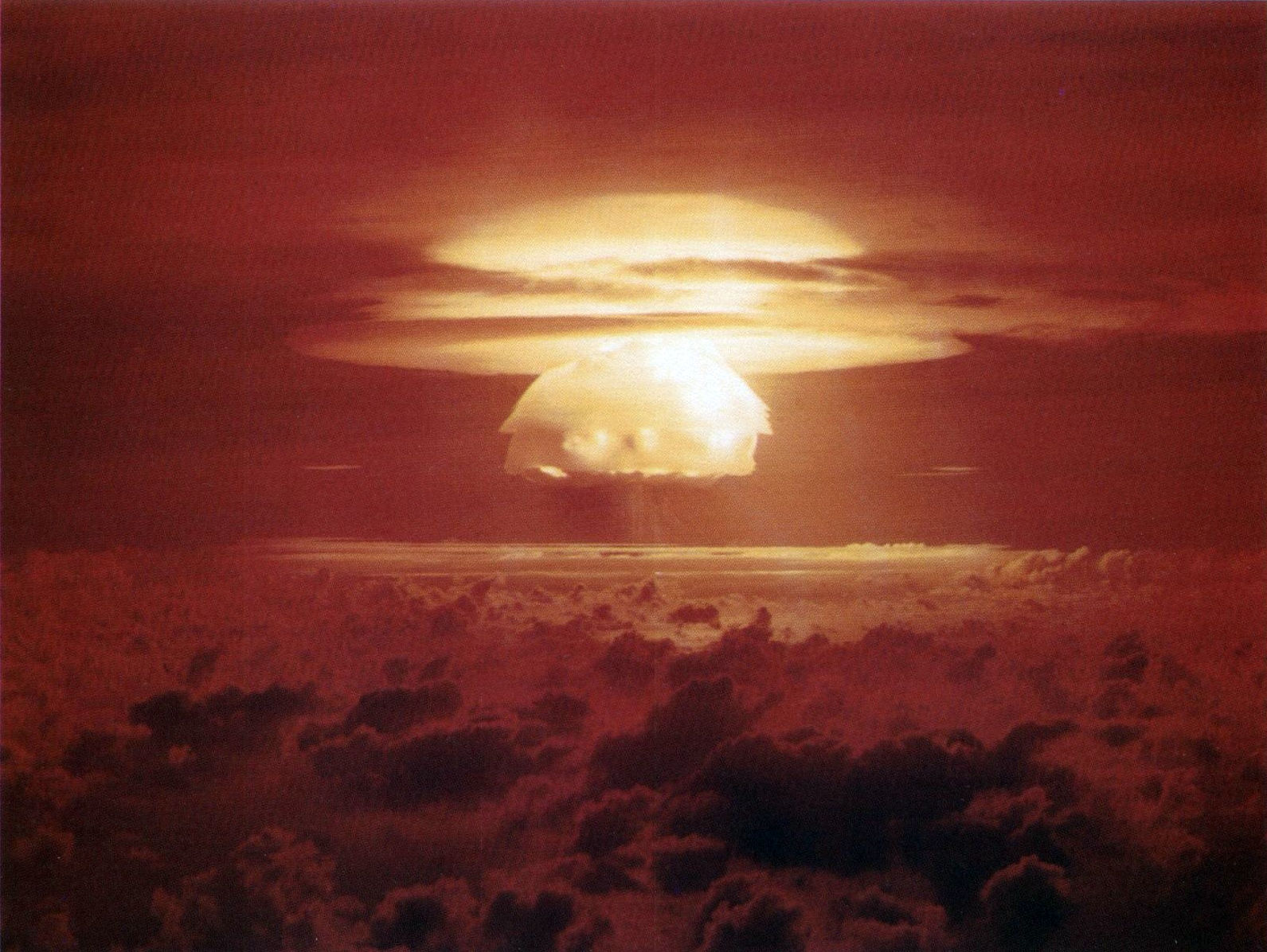
Una explosión nuclear con su hongo característico.

La película trata de mostrar cómo una gran catástrofe, en este caso una guerra nuclear, destruye los hilos que mantienen unida a la sociedad moderna.
El relato se centra en dos familias de Sheffield y empieza dos meses antes del ataque nuclear. El espectador puede ver su forma de vida así como sus reacciones ante el estallido de las hostilidades y su escalada apocalíptica. Podrá ver igualmente el papel del Reino Unido en la guerra y el comienzo de los bombardeos estratégicos y también podrá seguir la manera de reaccionar de los miembros de las dos familias, así como su muerte y las consecuencias médicas, económicas, sociales y ecológicas de una guerra nuclear.
La película termina trece años después del apocalipsis nuclear, con una civilización reconstruida como una sociedad medieval.
La atmósfera opresiva de la película se ve reforzada por la visualización periódica de carteles con textos explicativos que van aportando todo tipo de datos y estadísticas para comprender mejor el alcance y contexto de los hechos que se presentan. Por ejemplo, información acerca de la ciudad de Sheffield, su población, sus industrias principales, bases y objetivos militares cercanos, medidas previstas de emergencia, sistemas de alerta, efectos inmediatos del ataque nuclear, consecuencias a corto y largo plazo en los supervivientes, efectos del largo invierno nuclear, etc.

## Argumento
La historia comienza con dos familias británicas de Sheffield, los Beckett y los Kemp, vinculadas por Jimmy Kemp y Ruth Beckett, una joven pareja que ha decidido comprometerse después del embarazo no planificado de Ruth. La pareja compra un pequeño piso y Jimmy habla con sus padres sobre el hecho de tener un bebé durante la recesión económica por la que atraviesa el país.
En la trama de fondo, ignorada al principio por los personajes, la Unión Soviética invade Irán, y los Estados Unidos se preparan, en colaboración con el Reino Unido y sus aliados de la OTAN para la represalia militar.
Un tercera trama acompaña al consejo municipal de Sheffield, cuyo alcalde es puesto en alerta y al que se le ha encomendado crear un gobierno local que pudiera administrar la región en caso de un ataque nuclear ruso.
A medida que la película se desarrolla, la escalada entre las principales potencias se intensifica y se producen escaramuzas con el Pacto de Varsovia en la fronteras de Austria y Alemania del Este. El Gobierno del Reino Unido toma el control de British Airways y las autopistas para uso estrictamente militar. Se organizan grandes manifestaciones para protestar contra la participación del Reino Unido en las hostilidades.
Pronto el terror se apodera de Gran Bretaña: la gente empieza a comprar o en algunos casos a saquear suministros, se organizan grandes éxodos urbanos y circulan informes sobre el uso de ataques nucleares tácticos en Irán. Las películas que muestran cómo organizarse para protegerse y sobrevivir a un ataque nuclear se transmiten de forma repetitiva y diaria.
Una mañana, a las 8:30, Sheffield despierta y reanuda su rutina diaria. Jimmy y Bob están en el trabajo en plena discusión con algunas personas. Ruth se queja de que está enferma y no puede ir a trabajar, y de todas maneras ella alega que ningún compañero de trabajo está ahí. Los Kemp y los Beckett, cada uno por su parte hablan sobre cómo utilizar una puerta para hacer una especie de refugio, como han oído en la radio. De repente, la sirena de advertencia rompe la relativa tranquilidad del momento y sumerge a la ciudad en un pánico total. Al mismo tiempo, las ojivas nucleares hacen explosión sobre el Mar del Norte, creando un pulso electromagnético que destruye todas las instalaciones electrónicas y de radio.

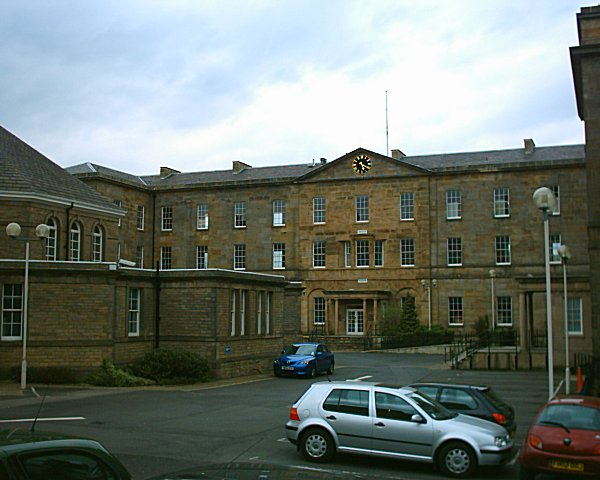
La escena del hospital tiene lugar en la Sheffield Royal Infirmary.

A las 8:35, un segundo misil impacta en la base de la Real Fuerza Aérea británica en Finningley, una base de la OTAN cerca de Sheffield, haciendo estallar las ventanas de todos los alrededores y el pánico empeora. En ese momento, Jimmy y Bob se meten debajo de una camioneta y los Kemp corren hacia el refugio improvisado que han construido. Después de la primera detonación, Jimmy y Bob salen de su escondite y ven atónitos una gigantesca nube atómica en forma de hongo que crece ante sus ojos. Mientras tanto, Jimmy cruza la ciudad en busca de Ruth (esta será la última vez que podremos verlo, excepto en un flashback con Ruth recordando los días felices). Ruth y su familia también se metieron a su refugio improvisado en el sótano con la frágil abuela de Ruth, que muere poco después mientras duerme. Los padres de Ruth intentan convencerla de que Jimmy todavía está vivo, pero ella cree que ha muerto como resultado de la explosión.
Un poco más tarde, Ruth decide ir a buscarlo con la pequeña esperanza de encontrarlo con vida, primeramente se encuentra en el camino gente buscando a sus familiares desaparecidos, y otros ya trastornados ante el apocalipsis reinante, al llegar a las ruinas del apartamento de los padres de Jimmy, descubre que la madre de este último está muerta por las quemaduras en todo su cuerpo y que su padre está con paradero desconocido porque ha abandonado su hogar para buscar comida y agua. Jimmy es dado por muerto en el ataque. El ataque ocasiona un caos total ya que las líneas de comunicación han sido destruidas y el gobierno local, formado por el alcalde de Sheffield en su búnker con su equipo, que se han quedado atrapados en el búnker, no controla la situación. La lluvia radiactiva impide que los bomberos extingan los incendios y salven a las personas atrapadas bajo las ruinas. Buscando a Jimmy, Ruth acude a un hospital, donde se da cuenta de que ya no hay electricidad, ni agua corriente ni medicinas y además se desata una histeria masiva mientras los restantes médicos trabajan a contrarreloj para socorrer a los heridos.
En total, más de 210 megatones han caído sobre el Reino Unido durante el ataque (de un total de 3.000 para todo el planeta), dos tercios de las viviendas han sido destruidas y el número de muertos se estima entre 17 y 30 millones.

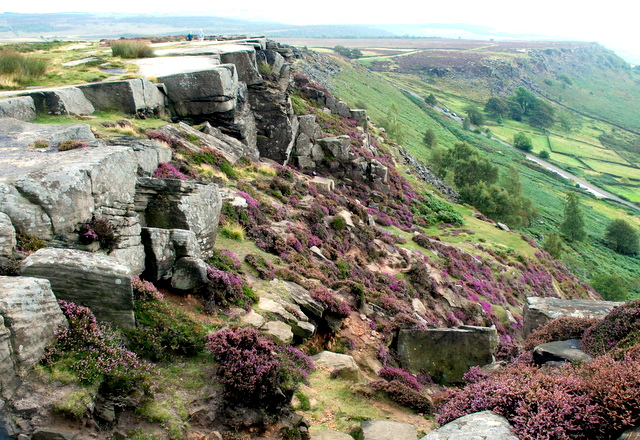
Las escenas que tienen lugar seis semanas después del ataque fueron filmadas en Curbar Edge, en el Parque Nacional del Peak District. Como hacía buen tiempo, se esparció nieve artificial las rocas y arbustos para simular el invierno nuclear, y los camarógrafos tuvieron que utilizar filtros para bloquear la luz del sol.

En los días posteriores a la destrucción de Sheffield, el gobierno local liderado por el alcalde no recupera el control de la situación: estallan los disturbios, que son reprimidos violentamente por el ejército, se decreta la ley marcial en todo el Reino Unido y las reservas de alimentos se ponen bajo el control del ejército. Aparecen enfermedades causadas por el síndrome de irradiación aguda (leucemia, cáncer,  etc.). Un mes después del ataque, los soldados logran entrar a las ruinas del ayuntamiento, donde descubren que todos los miembros del equipo de emergencia han muerto ahogados. No hay ningún intento de enterrar a las víctimas muertas por la explosión y sus consecuencias, ya que los supervivientes están demasiado débiles para el trabajo manual. La quema de cuerpos se considera un desperdicio de gasolina, por lo que millones de cadáveres se dejan al aire libre, lo que propaga el cólera y las enfermedades tifoideas. El gobierno autoriza el uso de la pena capital, y a los tribunales especiales se les otorga la autoridad de fusilar a los presos y se muestra que los militares y policías restantes en un club de tenis convertido en Campo de detención, aparentemente la hermana de Jimmy está ahí prisionera. Ahora que el dinero no sirve de nada, la única moneda válida es la comida, que se otorga como recompensa por el trabajo y se retiene como castigo. Los millones de toneladas de cenizas, humo y escombros dispersos en la atmósfera bloquean los rayos del sol. Como resultado, se desarrolla un invierno nuclear que reduce las temperaturas e impide el crecimiento de los cultivos. Ruth huye a la campiña de Buxton, donde meses después da a luz a una niña (que nunca conocerá a su padre), en condiciones más que precarias (en un establo) y sin asistencia médica.
Un año después de la guerra, los rayos del sol comienzan a regresar, pero el rendimiento de los cultivos es escaso debido a la falta de equipos adecuados, fertilizantes y gasolina. La sociedad posapocalíptica trata de reconstruirse, pero no se pueden alcanzar las comodidades de la sociedad de consumo en poco tiempo. Los campos se cultivan a mano y con herramientas de la Edad Media. El capitalismo industrial deja paso a una sociedad agraria que vive en la autarquía. Comienzan a reaparecer enfermedades como el tifus, el cólera, la tuberculosis y otras enfermedades que la humanidad del siglo XX había logrado dominar. El daño a la capa de ozono provoca un aumento de la exposición a los rayos ultravioleta, causando un aumento en los casos de cáncer y cataratas. 
Diez años después del ataque, podemos ver a Ruth, envejecida prematuramente por la dureza de sus condiciones de vida y afectada de cataratas (como resultado de su exposición prolongada a la radiación ultravioleta que no es bien filtrada por la atmósfera terrestre), caer al suelo en el campo que ella y su hija están cultivando. Su hija la lleva dentro de la casa que ocupan. Es allí donde Ruth muere, sin una palabra para su hija, que no parece conmovida por la muerte de su madre.
Después de la muerte de su madre, Jane, la hija de Ruth, huérfana, recorre el país en busca de un objetivo que alcanzar. Apoyada por unas pocas personas de buena voluntad, la encontramos viendo una deteriorada cinta educativa para niños de parvulario en una escuela improvisada donde se mezclan menores de todas las edades. Crecidos en un entorno en el que la única norma es la supervivencia, solo unos pocos reciben algo de educación formal. El idioma de que habla la generación de niños nacidos tras el desastre es desestructurado, gutural y simplificado hasta el extremo, adaptado al medio que les rodea y reducido a los conceptos más básicos (comida y refugio).
Tres años después de la muerte de Ruth, los soldados descubren a Jane y a otros dos chicos mientras roban comida. Matan a uno de los chicos, y Jane y el otro pelean por la comida restante. La escena entonces degenera en lo que el guion llama una "relación sexual obscena". Meses después, cuando siente las primeras contracciones del parto, Jane acude a un hospital improvisado para dar a luz a su hijo. La película termina en silencio con un plano en el que Jane abre la boca para gritar, al ver al niño muerto y deforme que le entrega la comadrona.

### Desarrollo de la guerra
La cronología de los eventos que conducen a la guerra se muestra en su totalidad a través de emisiones de radio y televisión. Un golpe de Estado en Irán, apoyado por los Estados Unidos, induce a la Unión Soviética a ocupar la parte norte del país, aparentemente para evitar un retorno del régimen del Sha. El 8 de mayo, Estados Unidos insinúa la posibilidad de enviar tropas a Irán para evitar que los soviéticos lleguen a los campos petrolíferos del sur. El 11 de mayo, la Armada de los Estados Unidos en el Océano Índico es puesta en alerta tras de la desaparición del USS Los Angeles en el Golfo Pérsico. Al día siguiente, una batalla naval en el Golfo de Omán entre el crucero Kirov y el USS Callaghan causa graves daños a la nave soviética. La culpabilidad de la Unión Soviética en la desaparición del Los Angeles se confirma con el descubrimiento de restos y un derrame de petróleo en el Golfo Pérsico, lo que provoca que el Presidente de los Estados Unidos advierta a los soviéticos de que "el proceso que provocaron probablemente nos llevará al límite de un enfrentamiento armado".
El 17 de mayo, Estados Unidos envía un contingente de respuesta rápida para que se establezca cerca de Isfahán, al oeste de Irán, en un intento de detener el avance soviético hacia el sur. Los soviéticos responden transportando misiles nucleares a su nueva base en Mashhad. El 20 de mayo, Estados Unidos propone una retirada conjunta de Irán, a partir de la tarde del 22, mientras que Gran Bretaña envía tropas a Europa para responder al aumento de tropas del Pacto de Varsovia en Alemania Oriental. Los soviéticos ignoran el ultimátum estadounidense y, una hora después de la fecha límite, su base de Mashhad es atacada por bombarderos B-52 con armas convencionales. Los soviéticos defienden la base con un misil tierra-aire nuclear que derriba muchos bombarderos. La batalla cesa cuando los Estados Unidos destruyen la base soviética con un arma nuclear táctica.
Al día siguiente, las armadas de los Estados Unidos y la Unión Soviética se enfrentan en el Golfo Pérsico. El 24 de mayo, debido a una revuelta en Alemania Oriental, los soviéticos bloquean todas las entradas y salidas de Berlín Occidental. El USS Kitty Hawk es hundido, y Estados Unidos sitia Cuba. Las revueltas antisoviéticas en las grandes ciudades estadounidenses causan daños en los consulados rusos. Al día siguiente, la BBC anuncia que los misiles utilizados durante la batalla de Mashhad estaban en el rango de 50 a 100 kilotones, y que las ciudades del oeste de Pakistán habían sido evacuadas debido a las consecuencias del ataque nuclear.
El 26 de mayo, a las 8:35 GMT (3:35 en Washington D. C.), los soviéticos detonan un misil sobre el Mar del Norte, que produce un pulso electromagnético que daña gravemente las comunicaciones entre el Reino Unido y el noroeste de Europa. Dos minutos después, los primeros misiles comienzan a alcanzar objetivos de la OTAN, incluida Sheffield, que alberga un centro de comunicaciones de la Royal Air Force y una base para los Phantoms estadounidenses.

## Producción
«Nuestra intención al filmar Threads fue la de alejarse de la política y mostrar (espero que de manera realista) los efectos [que tal acontemiento tendría] en ambas partes si todos nuestros esfuerzos para evitar una guerra nuclear fracasaran.»
Barry Hines, guionista

Threads surgió en un contexto de tensión entre los Estados Unidos y la Unión Soviética durante la Guerra Fría, cuando el presidente Ronald Reagan tomó una línea dura contra los soviéticos con su Doctrina Reagan.
La película fue encargada por el director general de la BBC Alasdair Milne, después de haber visto el documental censurado The War Game de 1965, que no se había emitido en la BBC cuando se realizó, debido a las presiones del gobierno de Wilson, aunque había tenido una proyección limitada en los cines. Mick Jackson fue elegido como director, puesto que había trabajado en el género del apocalipsis nuclear, produciendo el documental de 1982 de la BBC A Guide to Armageddon. En su momento esto fue considerado como un gran avance, habida cuenta de la censura previa que había tenido The War Game, que los responsables de la BBC consideraron tan cruda que habría provocado suicidios en masa si se hubiera emitido. Más tarde, Jackson viajó a Gran Bretaña y Estados Unidos, y se reunió con científicos, psicólogos, médicos y especialistas en defensa para representar su película de la manera más realista posible. Jackson consultó numerosas fuentes para documentarse, entre las cuales el documento Science Nuclear Winter: Global Consecuences of Multiple Nuclear Explosions, que tuvo entre sus autores a Carl Sagan. Los detalles sobre el posible escenario del ataque y el alcance de las posibles víctimas se tomaron del libro Doomsday: A Nuclear Attack on the United Kingdom (1983), mientras que los ineficaces planes de posguerra del gobierno británico en la película surgieron de la publicación War Plan UK, escrita por el periodista Duncan Campbell en 1982. Para representar los efectos psicológicos de un ataque nuclear en los supervivientes, Jackson utilizó como modelo el comportamiento de los hibakusha, los supervivientes de los bombardeos atómicos de Hiroshima y Nagasaki y el libro Nuclear Destruction of Britain de Magnus Clarke (1982). Sheffield fue elegida como el escenario principal, en parte debido a su política antinuclear, que hacía que el gobierno local simpatizara con la filmación, y en parte porque parecía probable que la URSS atacase una ciudad industrial del centro del país.
Jackson le encargó a Barry Hines que escribiera el guion, ya que le tenía como un hombre políticamente informado. Una parte integral de su investigación fue pasar dos semanas en el centro de entrenamiento para "supervivientes oficiales" del Ministerio del Interior británico en Easingwold, una experiencia que, según Hines, le mostró "lo desordenada que sería la reconstrucción de la posguerra". El escenario de la ocupación soviética de Irán que posteriormente conduce a la guerra nuclear fue visto como una analogía a la invasión soviética contemporánea de Afganistán.
Años más tarde, Jackson recordó que, a diferencia de otras producciones de la BBC, que normalmente terminaban con una ola de felicitaciones por parte de colegas y amigos, no hubo ninguna llamada después del estreno de Threads. Jackson se dio cuenta más tarde de que "los espectadores se habían quedado sentados, reflexionando sobre lo que acababan de ver, en muchos casos no podían dormir ni hablar".

## Reparto
Aunque Jackson en un principio consideró elegir a actores de Coronation Street, más tarde decidió adoptar un enfoque neorrealista y optó por un reparto de actores relativamente desconocidos para aumentar el impacto de la película mediante el uso de personajes con los que el público pudiera identificarse.
- Paul Vaughan: Narrador
- Karen Meagher: Ruth Beckett
- Reece Dinsdale: Jimmy Kemp
- David Brierly: Sr. Kemp
- Rita May: Sra. Kemp
- Nicholas Lane: Michael Kemp
- Jane Hazlegrove: Alison Kemp
- Henry Moxon: Sr. Beckett
- June Broughton: Sra. Beckett
- Sylvia Stoker: Abuela Beckett
- Harry Beety: Clive Sutton
- Ashley Barker: Bob
- Victoria O'Keefe: Jane

## Difusión
La película fue estrenada en la BBC Two el 23 de septiembre de 1984, alcanzando el índice de audiencia más alto de la semana (6,9 millones de espectadores). Volvió a ser emitida en 1985 como parte de una programación especial con motivo del 40.º aniversario de los bombardeos atómicos de Hiroshima y Nagasaki.

## Recepción
En 1985, Threads fue nominada en los British Academy Film Awards a siete BAFTA. Logró cuatro, en las categorías Best Single Drama, Best Film Cameraman, Best Film Editor y Best Design.